# Обермихелбах
Обермихелбах (њем. Obermichelbach) општина је у њемачкој савезној држави Баварска. Једно је од 14 општинских средишта округа Фирт. Према процјени из 2010. у општини је живјело 3.027 становника. Посједује регионалну шифру (AGS) 9573123.

## Географски и демографски подаци
Обермихелбах се налази у савезној држави Баварска у округу Фирт. Општина се налази на надморској висини од 328 метара. Површина општине износи 9,3 km². У самом мјесту је, према процјени из 2010. године, живјело 3.027 становника. Просјечна густина становништва износи 326 становника/km².